# Tirso de Molina (métro de Madrid)
Tirso de Molina est une station de la ligne 1 du métro de Madrid, en Espagne. Elle est située sous la place éponyme (es), dans l'arrondissement du Centre, à Madrid.

## Situation sur le réseau

Plan du réseau.

Établie en souterrain, Tirso de Molina est une station de passage de la ligne 1 du métro de Madrid. Elle est située entre la station Sol, en direction du terminus Pinar de Chamartín, et la station Antón Martín, en direction du terminus Valdecarros,.
Les deux voies de la ligne sont encadrées par deux quais latéraux.

## Histoire
La station, alors dénommée Progreso en référence au nom de la place éponyme située au-dessus, est mise en service le 26 décembre 1921, lors de l'ouverture du premier prolongement de la ligne 1 entre Sol et Atocha. Elle est due à l'architecte Antonio Palacios
Elle est renommée Tirso de Molina, en 1939, en référence à la place éponyme (es) située au-dessus. L'origine de ce nom est celui du religieux Tirso de Molina de l'ordre des Mercédaires et l'un des grands auteurs de théâtre du Siècle d'or espagnol.
En 2004-2005, la décoration intérieure est entièrement rénovée.

## Services aux voyageurs

### Accès et accueil
La station possède deux accès, sur la place éponyme, équipés d'escaliers fixes. C'est une station qui n'est pas accessible aux personnes à la mobilité réduite. Située en zone A, elle est ouverte de 6 h à 1 h 30.

### Desserte
Tirso de Molina est desservie par les rames de la ligne 1 du métro de Madrid.

Installations et desserte
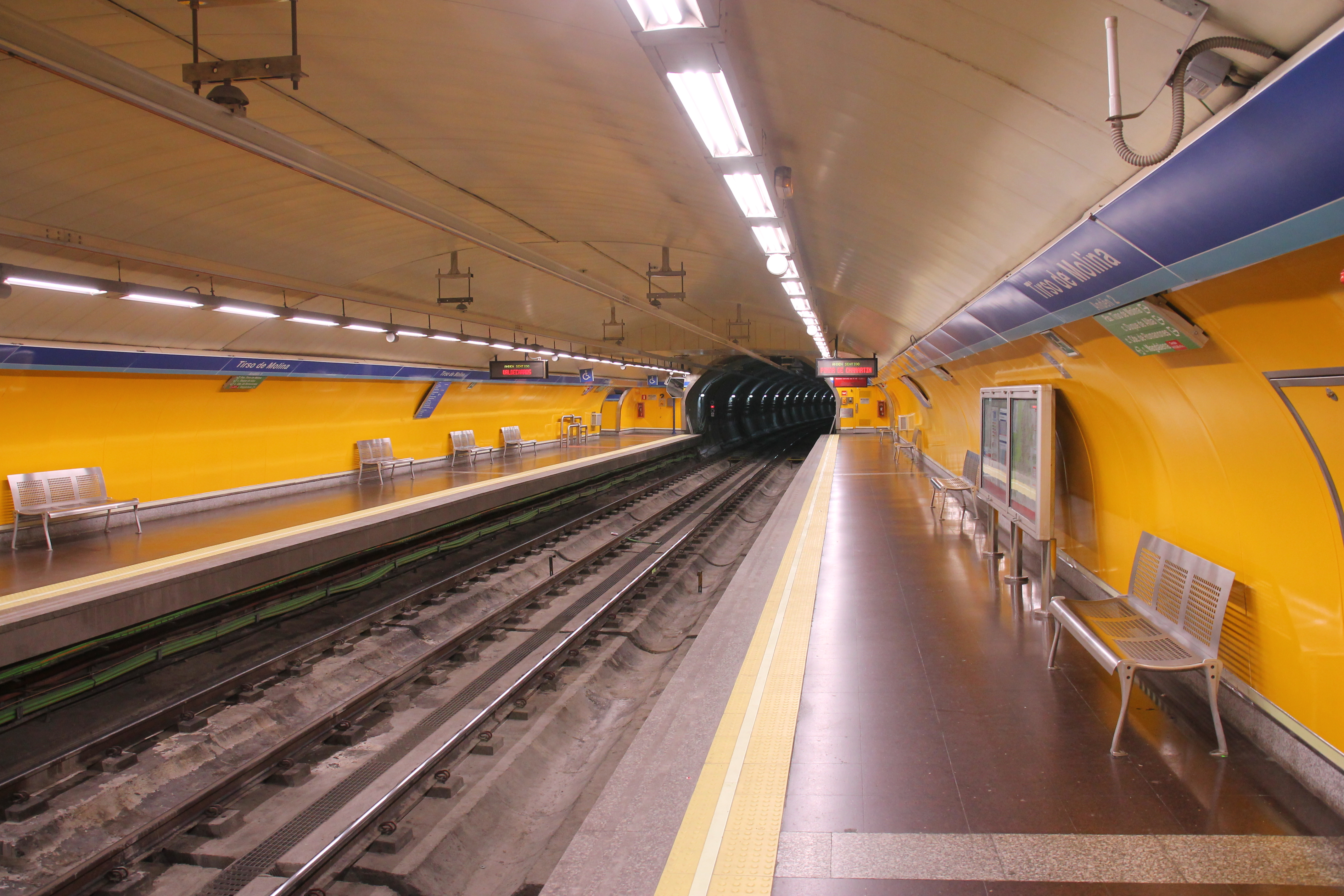
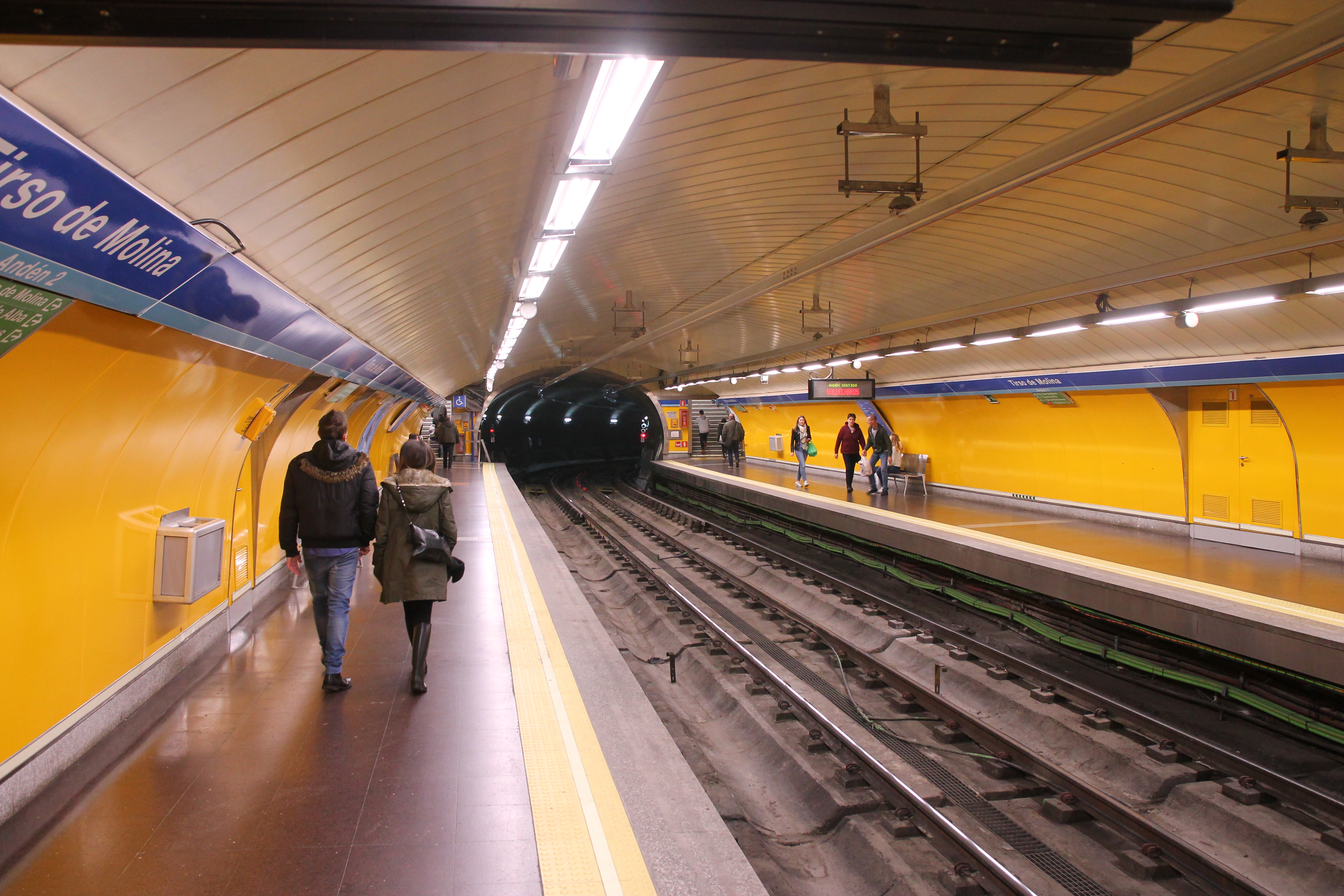
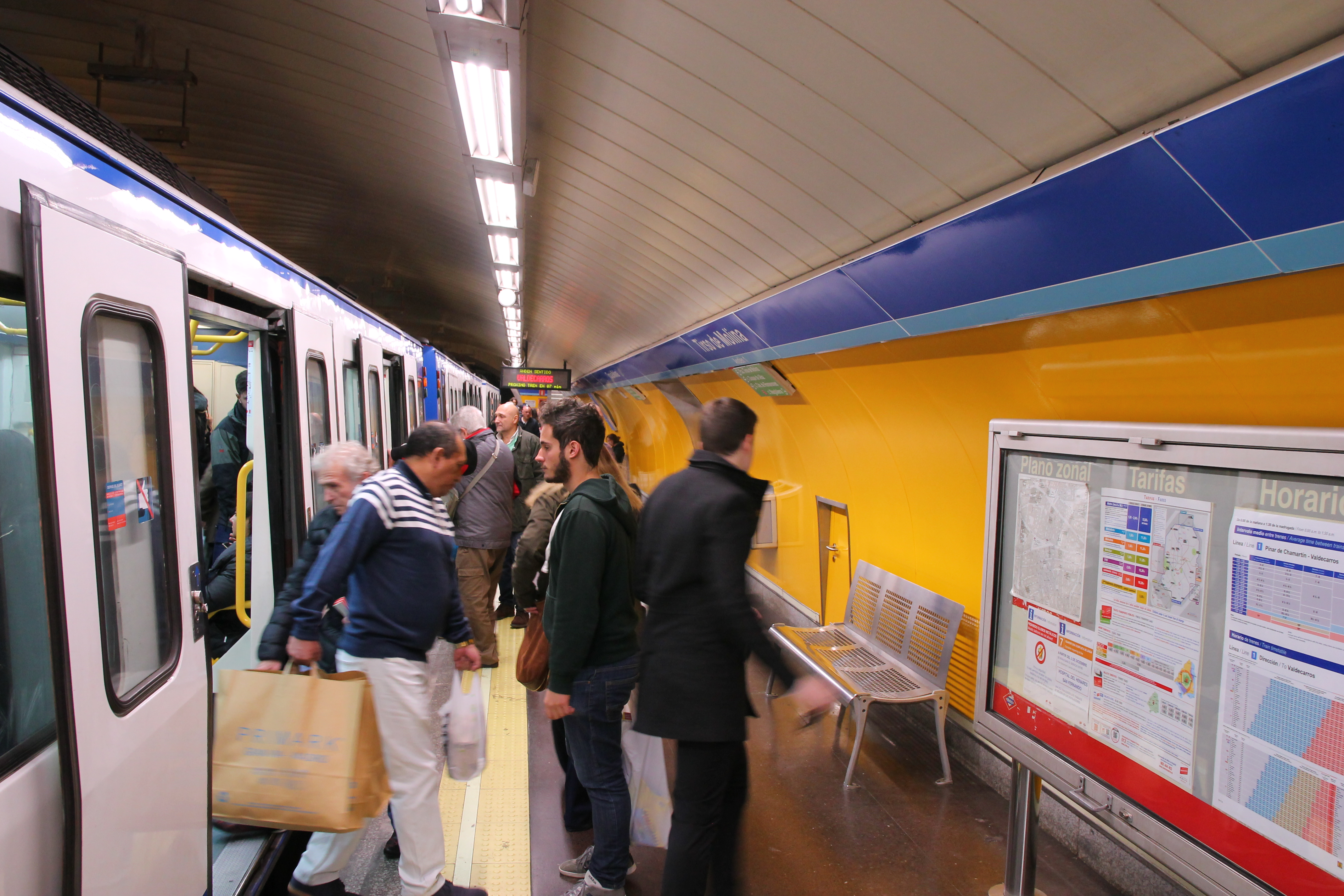

### Intermodalité
À proximité des arrêts de bus urbains du réseau de l'EMT sont desservis par les lignes 6, 26, 32, 50, 65, 002, M1, SE712 et N26.

## À proximité
- Place de Tirso de Molina (es)
- Église collégiale Saint-Isidore de Madrid (à 300 m)

## Patrimoine ferroviaire

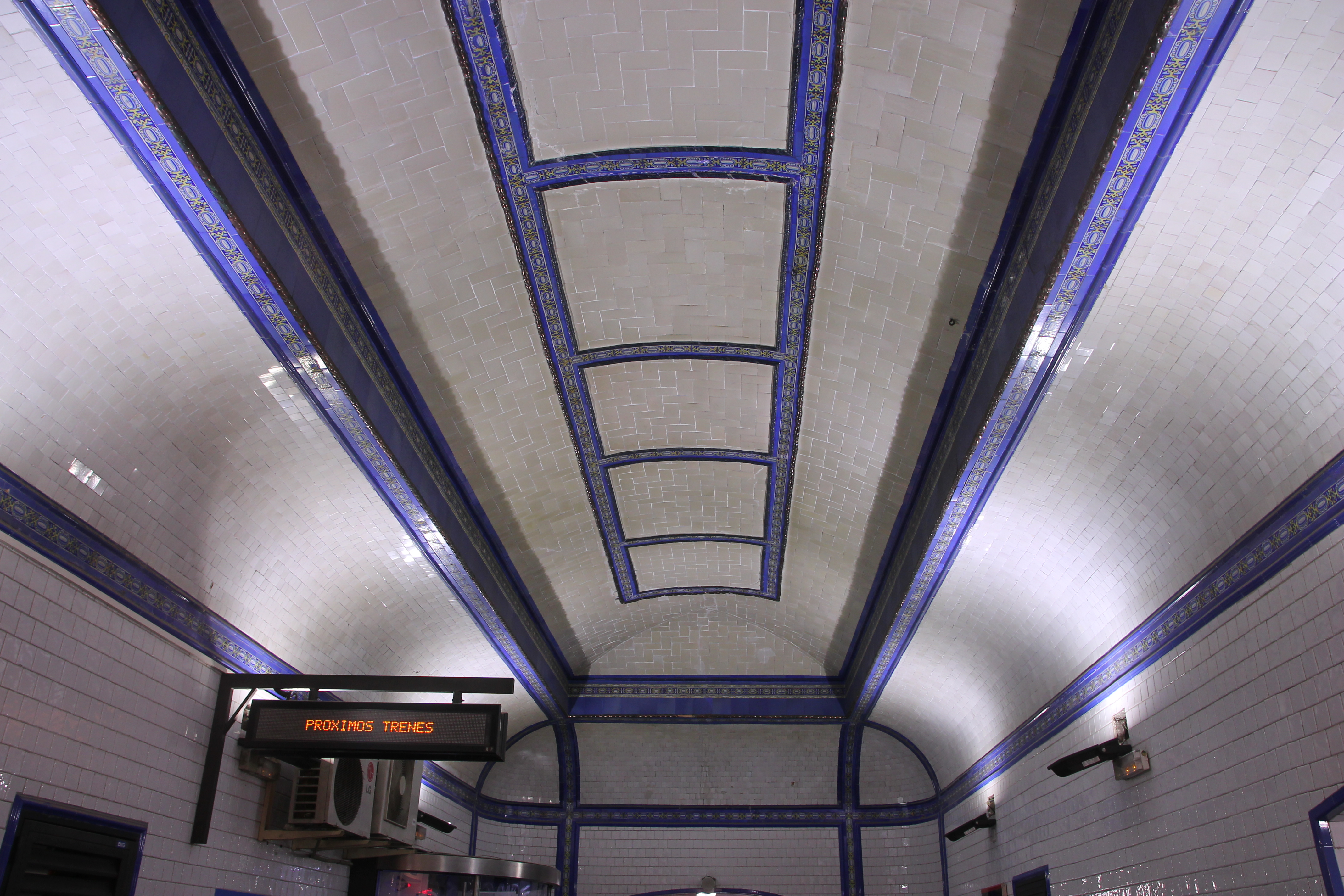
Vue partielle de l'intérieur conservé.

L'intérieur de l'un des halls d'accès , conçu par l'architecte Antonio Palacios, est toujours présent et restauré : « la voûte est recouverte de carreaux blancs biseautés, avec des frises en céramique de Tolède, reflétant l'or et le cuivre ». Y est également conservé un panneau avec les armoiries de la vieille ville « en céramique et avec des reflets métalliques. Initialement, ce bouclier a été placé à la station Cuatro Caminos pour l'inauguration en 1919 de la ligne 1 par le roi Alphonse XIII. Plus tard, il a été déplacé à celui de Tirso de Molina ».